# 美濃王
美濃王（みののおおきみ、生没年不詳）は、日本の飛鳥時代の人物である。旧仮名遣いでの読みは「みののおほきみ」。御野王、三野王、弥努王、美努王はいずれも同音。皇族だが系譜は不明。672年の壬申の乱で大海人皇子（天武天皇）に味方し、天武朝の皇親政治の一翼を担った。同時代に壬申の乱で中立を保った同名の美努王がおり、文献に出る「みののおおきみ」のどれが誰なのかについて諸説ある。

## 美濃王の事績
壬申の乱が勃発したとき、吉野宮にいた大海人皇子は兵力を持たず、使いをたてて東国で兵を集めさせつつそちらに向かった。菟田（大和国宇陀郡）で美濃王を呼び出したところ、美濃王は一行に従った。その後の内戦での美濃王の行動については記録がない。
天武天皇2年（673年）12月17日、美濃王は造高市大寺司に任じられた。高市大寺は大安寺の前身である。美濃王の冠位はこのとき小紫であった。「大安寺伽藍縁起并流記資財帳」では御野王と記される。
天武天皇4年（675年）4月10日に、美濃王は佐伯広足とともに遣わされて竜田の立野で風神を祀った。現代の地名では奈良県三郷町立野にあたる。天武朝では、竜田風神と広瀬大忌神の祭りは『日本書紀』に連年記録された重要な祭祀で、その初見がこの年のものである。今竜田大社でなされる風鎮祭の初見でもある。美濃王の冠位はこのときも小紫であった。
天武天皇10年（681年）3月17日に、天皇は帝紀と上古の諸事を記録、確定させた。『日本書紀』編纂の始まりとされる。その詔を受けたのは、川島皇子、忍壁皇子、広瀬王、竹田王、桑田王、三野王、上毛野三千、忌部首、安曇稲敷、難波大形、中臣大島、平群子首であった。
天武天皇はその治世の間、新しい都を作ることを目的にたびたび臣下を調査に派遣した。三野王もそのうちにあり、11年（682年）3月1日に宮内官の大夫たちとともに新城に行って地形を見るよう命じられた。13年（684年）の2月28日には、采女筑羅とともに信濃国に遣わされ、地形を見るよう命じられた。帰ってきた三野王は、閏4月11日に信濃国の図を提出した。
天武天皇14年（683年）9月11日に、天皇は宮処王、広瀬王、難波王、竹田王、弥努王を京と畿内に遣わして、人々の武器を検査した。
持統天皇8年（694年）9月22日に、浄広肆三野王は筑紫大宰率に任命された。

## 美濃王・三野王・弥努王・美努王
『日本書紀』で同じ読みができる同時代人には、美濃王・三野王・弥努王・美努王がある。同一人物の文字をたがえることは、書紀の中でよくあるし、古くは美濃は三野とも御野とも書いた。書紀にはところどころ古い語を編纂時点の語に置き換えた箇所があるので、美濃王と三野王らは同名の人物である。
同名でも同一人と言えないのは、壬申の乱で別に筑紫大宰の栗隈王の子として三野王が登場するからである。三野王は中立を保つ父とともに筑紫にあり、距離が離れ態度が異なるので美濃王とは明らかに別人である。
しかしその後に入り乱れる同名の人物群を両人にどう振り分けるかについては、確実な手がかりがない。上記の「事績」に記した中では、日本書紀編纂から筑紫大宰までの各々について、どちらの人物を指すのか説が分かれている。大宝元年（701年）以降に現れる人については、栗隈王の子とすることで一致がある。